# Bromofluorometano
Il bromofluorometano è un alometano disostituito appartenente alla sottocategoria degli idrofluorocarburi (HFC) solubile in etanolo e cloroformio. Il composto ha un valore di ODP pari a 0,73. L'isotopo CH2Br18F è utilizzato in radiochimica. Viene sintetizzato a partire dal dibromofluorometano che viene ridotto con l'utilizzo di uno stannano.